# Diaeretellus heinzei
Diaeretellus heinzei är en stekelart som först beskrevs av Mackauer 1959.  Diaeretellus heinzei ingår i släktet Diaeretellus och familjen bracksteklar. Inga underarter finns listade i Catalogue of Life.